# Leakey, Texas
Leakey là một thành phố thuộc quận Real, tiểu bang Texas, Hoa Kỳ. Năm 2010, dân số của xã này là 425 người.

## Dân số
- Dân số năm 2000: 387 người.
- Dân số năm 2010: 425 người.